# Jake Vedder
Jake Vedder (Pinckney, 16 aprile 1998) è uno snowboarder statunitense, specializzato nello snowboard cross.

## Biografia
Specializzato nello snowboard cross e attivo a livello internazionale dal marzo 2014, Vedder ha debuttato in Coppa del Mondo il 20 marzo 2016, giungendo 41º a Baqueira-Beret e ha ottenuto il suo primo podio il 22 dicembre 2018 a Cervinia, chiudendo 2º nella gara vinta dall'italiano Emanuel Perathoner.
In carriera ha preso parte a una rassegna olimpica e a due iridate.

## Palmarès

### Mondiali juniores
- 2 medaglie:
  - 2 ori (snowboard cross a squadre a Klínovec 2017, snowboard cross a Cardrona 2018)

### Giochi olimpici giovanili
- 1 medagliela:
  - 1 oro (snowboard cross ad Hafjell 2016)

### Coppa del Mondo
- Miglior piazzamento nella Coppa del Mondo di snowboard cross: 9º nel 2019 e nel 2021
- 5 podi:
  - 4 secondi posti
  - 1 terzo posto